# Kamienica Jossema w Białymstoku
Kamienica Jossema – zabytkowa kamienica w Białymstoku. Została wybudowana w 1897 roku. Należała do żydowskiego dentysty Abrama Jossema. 
Właściciel wynajmował część pokojów lekarzom. 
Kamienica była popularnym miejscem spotkań białostockich elit. Funkcjonowały w niej także m.in. zakłady rzemieślnicze i lombard. Budynek jako jedyny przy ul. Kilińskiego przetrwał II wojnę światową. 
Po wojnie w budynku mieściły się zakład produkcji trumien oraz redakcja Gazety Białostockiej, aktualnie znajduje się Hotel "Aristo".